# 솔군 드레비크

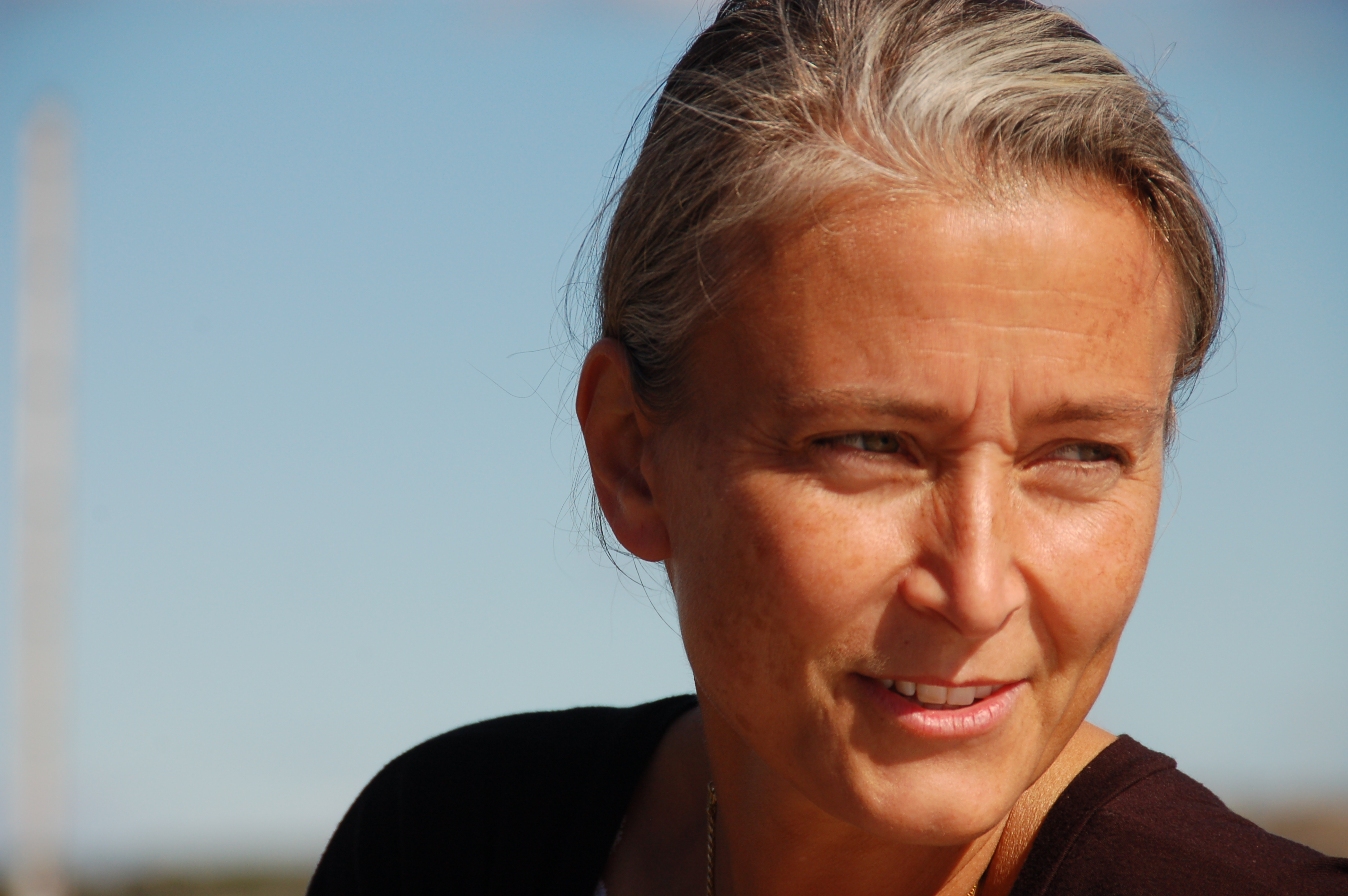
솔군 드레비크(Solgun Anett Drevik)

솔군 아넷 드레비크(스웨덴어: Solgun Anett Drevik 1966년 6월 18일~)는 스웨덴 파르틸레 시 출신의 발명가이다. 파르틸레 시 소재 전문학교에서 기술학위를 받았다. 2012년까지 SCA 하이진사에서 제품개발자로 재직했다.

## 커리어
솔군 드레비크는 26살부터 SCA 하이진사에서 제품개발자로 일했다. 2012년을 기준으로 그녀 이름으로 70여개 이상의 특허를 냈다. 드레비크는 스웨덴 여성 중에서 가장 많은 특허를 냈으며 그녀의 제품은 전세계적으로 판매되고 있다. 특허 중 거의 절반에 해당하는 제품은 드레비크 스스로 특허를 냈다.  2013년에는 개인 위생 제품을 선보여 폴헴 상 후보에 올랐다. 2012년에는 그녀의 자회사를 운영하기 위해 SCA 하이진사에서의 커리어를 마감했다. 현재는 예테보리에 위치한 자회사 "Uppfinnarlotsen"에서 버팀목 역할을 하고 있으며 혁신적인 발명가와 개발자들을 도와주고 있다. 드레비크의 회사는 새로운 발명가들과 함께 회사를 운영하고 사내 제품을 시장에 선보일 예정이다.

## 수상 및 노미네이트
- 2003년 GWINN Top Ten Award
- 2004년 서울국제발명전시회(SIIF) 스웨덴 발명 협회(SUF Svenska Uppfinnarförening) 대표, 동메달
- 2013년 폴햄 상 최종 후보 지명